# Son of the Golden West

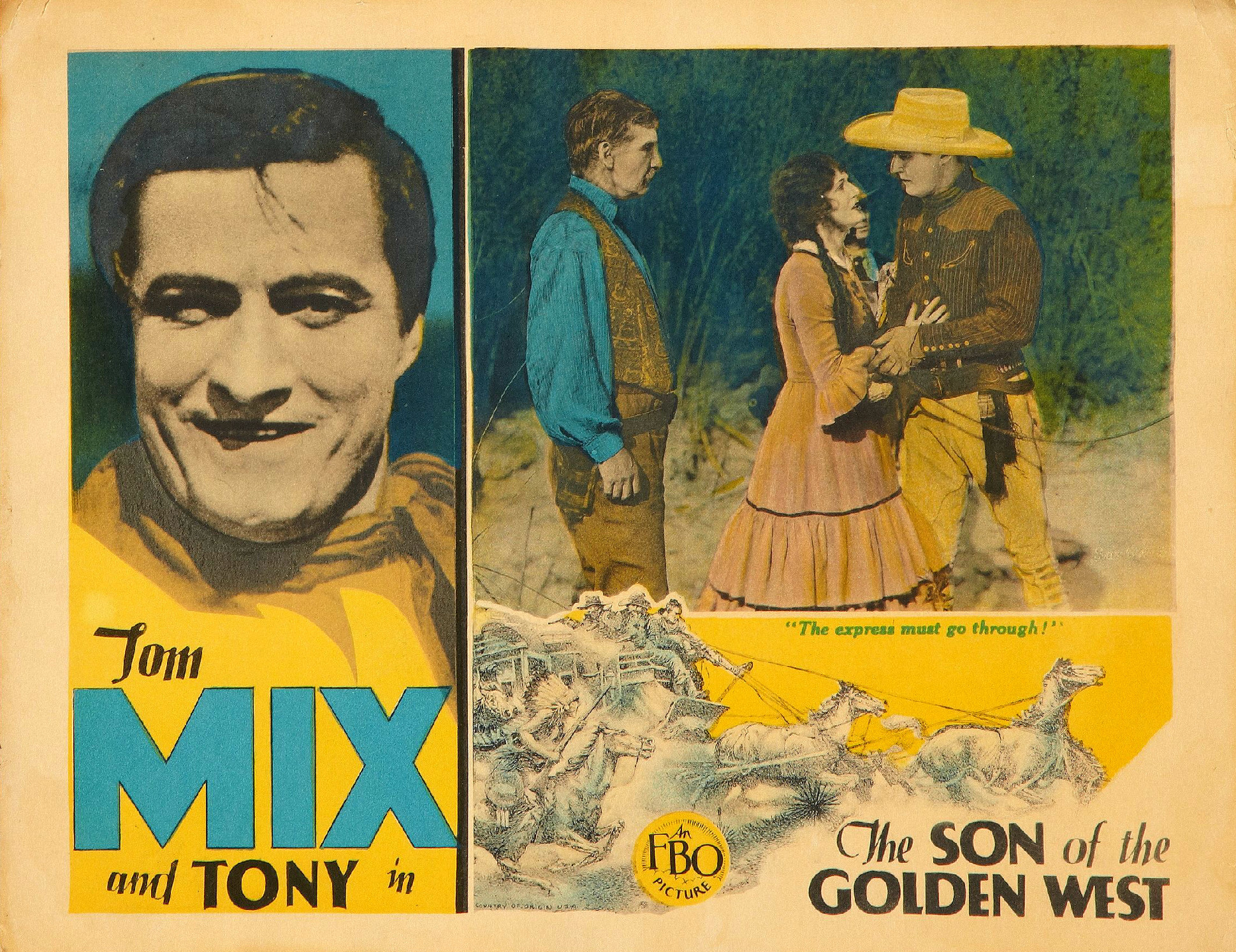
Carte promotionnelle du film

Son of the Golden West est un film américain réalisé par Eugene Forde, sorti en 1928.

## Synopsis
Tom travaille pour le service de pony Express, et se retrouve confronté à une bande de hors-la-loi

## Fiche technique
- Réalisation : Eugene Forde

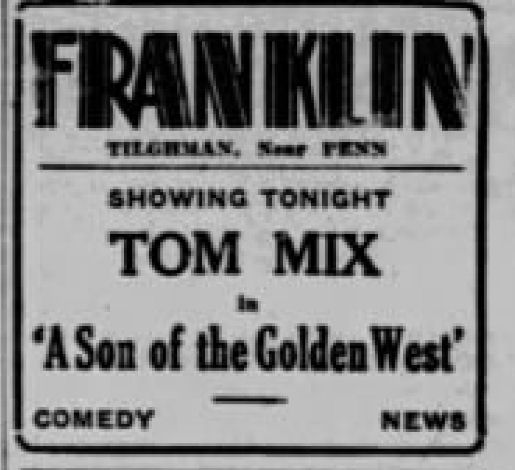
Annonce du film dans le magazine Morning Call

- Scénario : George W. Pyper, Randolph Bartlett
- Production : Film Booking Offices of America
- Photographie : Norman Devol
- Montage : Henry Weber
- Distributeur : FBO
- Durée : 60 minutes
- Date de sortie : 1er octobre 1928

## Distribution
- Tom Mix : Tom Hardy
- Tony the Horse : Tony,le cheval de Tom
- Sharon Lynn : Alice Calhoun
- Thomas G. Lingham : Jim Calhoun
- Duke R. Lee : Slade
- Lee Shumway : Tennessee
- Fritzi Ridgeway : Rita
- Joey Ray : Keller
- Mark Hamilton : Kane
- Wynn Mace : Slade's Henchman